# Tony Inglis
Anthony „Tony“ Inglis (* 14. April 1911 in Dublin, Irland; † 1997 in Camden, London, England) war ein britischer Artdirector.

## Leben
Inglis begann seine Karriere im Filmstab 1949 als Assistent des Artdirectors bei den Dreharbeiten zu Die blaue Lagune. Ab Anfang der 1950er Jahre war er selbst als Artdirector tätig und hatte zwischen Ende der 1950er bis Mitte der 1960er Jahre seine wesentliche Schaffensperiode, hauptsächlich an kleineren, britischen Filmproduktionen. 1970 wirkte er an Billy Wilders Krimikomödie Das Privatleben des Sherlock Holmes mit.
1976 war er für John Hustons Abenteuerfilm Der Mann, der König sein wollte zusammen mit Alexandre Trauner und Peter James für den Oscar in der Kategorie Bestes Szenenbild nominiert, die Auszeichnung ging in diesem Jahr jedoch an Stanley Kubricks Literaturverfilmung Barry Lyndon.
In der Folge war Inglis mehrere Jahre nicht mehr beim Film tätig; nach einer Assistenztätigkeit bei der Peter-Sellers-Komödie Das boshafte Spiel des Dr. Fu Man Chu im Jahre 1980 zog er sich vollständig aus dem Filmgeschäft zurück.

## Filmografie (Auswahl)
- 1949: Die blaue Lagune (The Blue Lagoon)
- 1964: Das Verrätertor
- 1970: Das Privatleben des Sherlock Holmes (The Private Life of Sherlock Holmes)
- 1975: Der Mann, der König sein wollte (The Man Who Would Be King)
- 1980: Das boshafte Spiel des Dr. Fu Man Chu (The Fiendish Plot of Dr. Fu Manchu)

## Auszeichnungen (Auswahl)
- 1976: Oscar-Nominierung in der Kategorie Bestes Szenenbild für Der Mann, der König sein wollte